# Yayoi-Zeit
Die Yayoi-Zeit (jap. 弥生時代, Yayoi jidai) bezeichnet eine archäologische Epoche Japans, die sich etwa vom 5. Jahrhundert v. Chr. bis zum 3. Jahrhundert n. Chr. erstreckt und die der Kofun-Zeit vorangeht. Ihren Namen verdankt sie dem Fund einer neuen Keramikart. Diese rötliche und härtere Keramik wurde im Unterschied zur sogenannten „Schnurkeramik“ der vorangegangenen Jōmon-Zeit erstmals auf einer Töpferscheibe hergestellt und zuerst 1884 auf dem Gelände der Fakultät für Landwirtschaft der Universität Tokio, im Ortsteil „Yayoi“ (弥生町) im Bezirk Bunkyō gefunden. Durch die Verwendung der Töpferscheibe war es möglich geworden, zylindrische Gefäße und Teller herzustellen, die meist schmucklos blieben.
Um 500 v. Chr. kam es zu der Yayoi-Migration, welche von Ostasien (von Südchina aus über Korea) nach Japan einwanderten. Die Yayoi verdrängten die Jōmon-Stämme beziehungsweise assimilierten manche davon. Zunächst breitete sich der Zustrom von Kyūshū und Süd-Honshū (Nara) gen Osten aus, während sich in den westlichen und nördlichen Teilen von Tōhoku und auf Hokkaidō weiterhin die Jōmon-Kultur behaupten konnte.

## Datierung und Periodisierung

### Archäologische Befunde
Bis zum ausgehenden 20. Jahrhundert galt als gesichert, dass sich die Yayoi-Zeit von 300 v. bis 300 n. Chr. erstreckte. Die Yayoi-Zeit entspricht der Epoche der Jungsteinzeit, die gekennzeichnet ist durch den Beginn des Ackerbaus und der Tierhaltung. Dieser Entwicklungsschritt in der Ethnogenese kennzeichnet den Beginn der Sesshaftigkeit der Menschen. Daher ist neben den Funden der neuartigen Yayoi-Keramik der Nassreisanbau und damit der Übergang von einer Gesellschaft der Jäger und Sammler bedeutsam, wie die Jōmon-Zeit sie darstellte.
Die Datierung basierte auf dem wissenschaftlichen Vergleich und der Einordnung vieler tausender Keramikfunde in Japan und auf dem Festland. 2003 jedoch änderte das Nationalmuseum der japanischen Geschichte die bis dahin gültige Einteilung und verlegte den Beginn der Yayoi-Zeit in der Zeitrechnung um 200 Jahre nach vorn. Neben der erwähnten typologischen Datierung begann man in Japan seit 1951 auch die Radiokohlenstoffmethode zu nutzen. Diese Methode schien für die Yayoi-Zeit wenig nützlich, da die Untersuchung der Fundstücke eine breite Streuung in der Datierung ergab, die keine klare Periodisierung erlaubte. Erst als man den Blick auf die Keramik und insbesondere auch auf den Reisanbau erweiterte und mit den Besiedlungsvorgängen vom Festland in Verbindung brachte, begannen sich Zweifel an der ursprünglichen Datierung (3. Jahrhundert v. bis 3. Jahrhundert n. Chr.) zu regen. Funde in Itazuke und Nabatake belegen, dass die gefundene Keramik der Jōmon-Zeit zuzuordnen ist und dass zugleich auch schon Nassreisanbau betrieben wurde. Diese Erkenntnisse und die Bedeutung des Reisanbaus für das Neolithikum haben zu einer Differenzierung der Periodisierung geführt. Heute betrachtet man den letzten Abschnitt der Spätphase der Jōmon-Zeit auch schon als Beginn der Yayoi-Zeit. Die Dreiteilung wurde, wie das Schaubild zeigt, auf fünf Abschnitte (I–V) erweitert.

### Historiografie
Um sich ein Bild von der Ethnogenese eines Volkes zu machen, zieht man für gewöhnlich auch Schriftdokumente heran. In Japan wurde die Schrift allerdings erst mit dem Buddhismus einige Jahrhunderte später eingeführt. Dennoch liegt eine kleine Zahl von Belegen vor, denn Japan wird erstmals in chinesischen Quellen erwähnt. In den chinesischen „Chroniken der Dynastien“ wird Japan im Kapitel „Barbaren des Ostens“ (Dong-i) als Volk der Wa (倭, chin. Wo-jin) bezeichnet. Die Quellen berichten von den Sitten der dort lebenden Menschen, wie sie sich mit roten und schwarzen Farben schminken und ihre Toten betrauern und verehren. Vor schweren Aufgaben werden aufgekochte Knochen zur Weissagung herangezogen, und es werden lange Rituale zur Verehrung der Gottheiten durchgeführt.
Die Chronik der Han-Dynastie aus dem 1. Jahrhundert n. Chr. berichten von Tributsendungen Japans nach Lolang. Demnach hat Kaiser Wu-ti 57 v. Chr. ein goldenes Siegel zum Wa-Volk geschickt. Nach einer Zeit kriegerischer Unruhen berichtet die „Chronik der Nördlichen Wei-Dynastie“ erneut vom Wa-Volk. Aus dieser umstrittenen Quelle geht hervor, dass das Wa-Volk 188 n. Chr. von Königin Himiko im Lande Yamatai geeint wurde.

## Kulturelle Entwicklung

### Landwirtschaft
Zunächst hatte man angenommen, dass die Neolithische Revolution mit dem Nassreisanbau gleichzusetzen sei, der von China über Kyūshū bis nach Ostjapan vordrang. Die Entwicklung stellt sich heute komplexer dar. Die neuen kulturellen Einflüsse, darunter der Reisanbau, gelangten mit den kontinentalen Volksgruppen bereits im 10. Jahrhundert v. Chr. auf die japanischen Inseln. Im 7./6. Jahrhundert v. Chr. ist der Reisanbau in Nord-Kyūshū, im 1. Jahrhundert v. Chr. dann auch in der Kantō-Region nachweisbar. Neben dem Nassreisanbau wurden auch Hirse und Buchweizen angebaut. Eine erweiterte Form der Landwirtschaft und des Ackerbaus leitete damit das Neolithikum ein. Der Anbau von Reis wurde schnell zu einer tragenden wirtschaftlichen Komponente, da er fortan als Grundnahrungsmittel diente. Zudem wurden das Schwein, das Huhn und der Hund domestiziert. Bedingt durch die gesicherte Nahrungsmittelproduktion und die gute Wasserversorgung stieg die Bevölkerungszahl rasch an und es kam zu einer Vergrößerung der einzelnen Siedlungen.
Schon in der Jōmon-Zeit hatte man „Erdgrubenwohnungen“ errichtet und Höhlen als Wohnstätte genutzt. Erdgrubenwohnungen bestanden aus einem Steinwall, der um eine Vertiefung herum aufgeschichtet und mit einem Kegeldach aus Stroh bedeckt war. Fehlt die Vertiefung, dann spricht man von einer Erdbodenwohnung. In der Yayoi-Zeit werden zudem Pfahlbauten mit Giebel- und Walmdach, zunächst als Vorratsspeicher, dann als Wohnungen, errichtet.
Neben dem Alltagsleben übernahm man auch Bestattungsriten vom Festland. Insbesondere auf Kyūshū wurden Dolmen- und Megalithgräber gefunden, die denen in Korea ähneln. Diese monumentale Form der Bestattung scheint sich jedoch nicht durchgesetzt zu haben. Vielmehr findet man große Gefäße aus Yayoi-Keramik, die als Urnen dienten und Grabbeigaben beinhalteten. Möglich war dies durch die Verbesserung der Geräte und Techniken.

### Metallverarbeitung

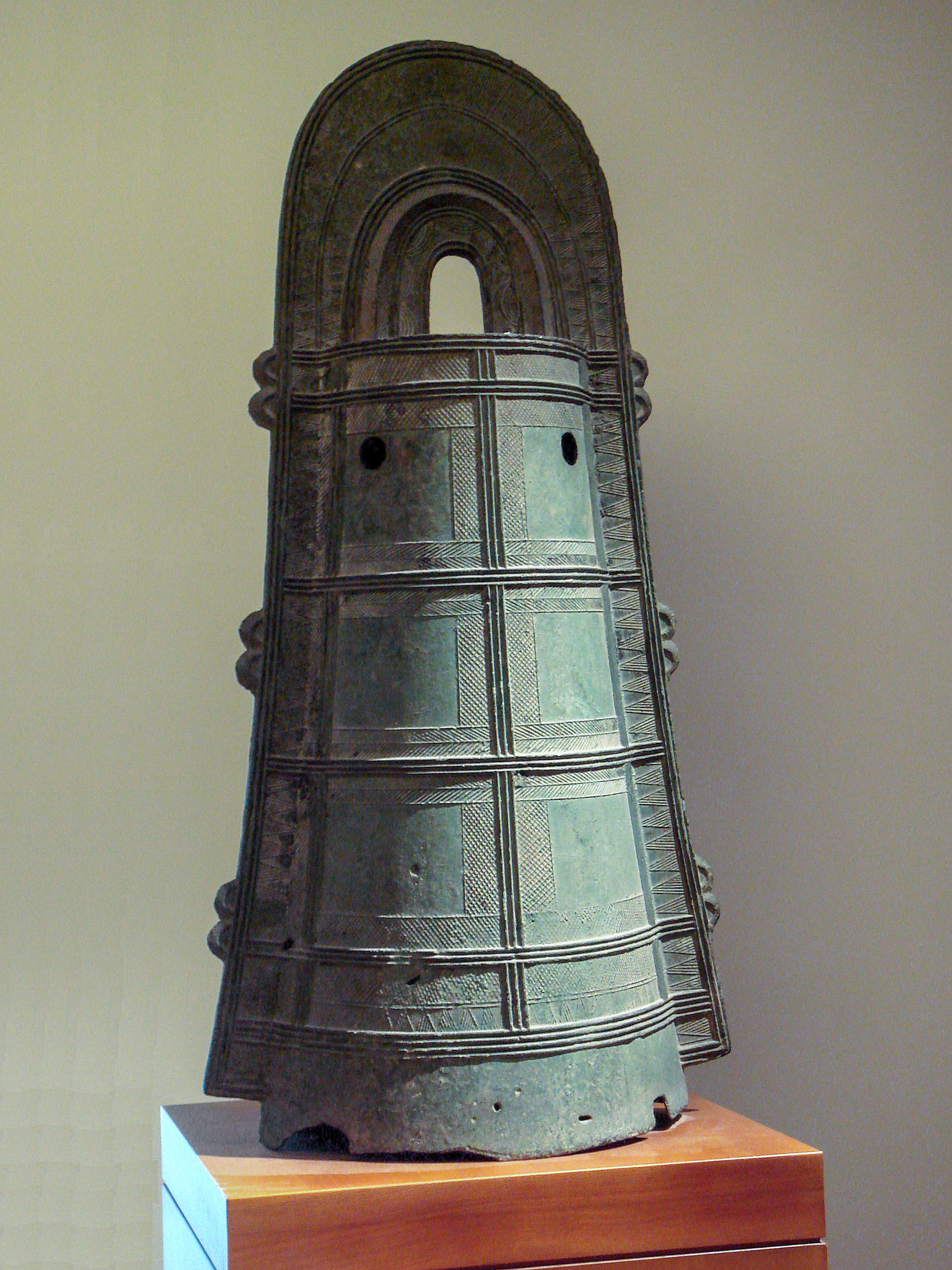
Flache Dōtaku-Glocke

Neben dem Gebrauch von Steinwerkzeugen war die Einführung von Metallwaren von entscheidender Bedeutung. Zwar wurden Bronze und Eisen noch teuer aus Korea importiert, für die Produktion von Waffen, Schmuck und Gebrauchsgegenständen waren sie jedoch unverzichtbar geworden. Archäologische Funde belegen, dass die Kunst der Metallverarbeitung, die sich in China bereits im 16. Jahrhundert v. Chr. zu einer hochentwickelten Bronzekultur entwickelt hatte, allmählich auch in Japan beherrscht wurde. Zu den gefundenen Kultgegenständen gehören Bronze-Spiegel und „Dōtaku“ (銅鐸), wenige Zentimeter bis ca. 1,2 m hohe ellipsenförmige Bronze-Glocken ohne Klöppel. Die genaue Bedeutung dieser Glocken liegt im Dunkeln, doch lassen Abbildungen vermuten, dass sie zur musikalischen Untermalung verwendet wurden, und mit dem Ahnenkult und dem jahreszeitlichen Rhythmus in Verbindung stehen. Sie sind durch kurvenförmige Muster und Ornamentierungen verziert und durch Sägezahn- und Netzwerkstreifen in Felder unterteilt.

### Archäologische Fundorte

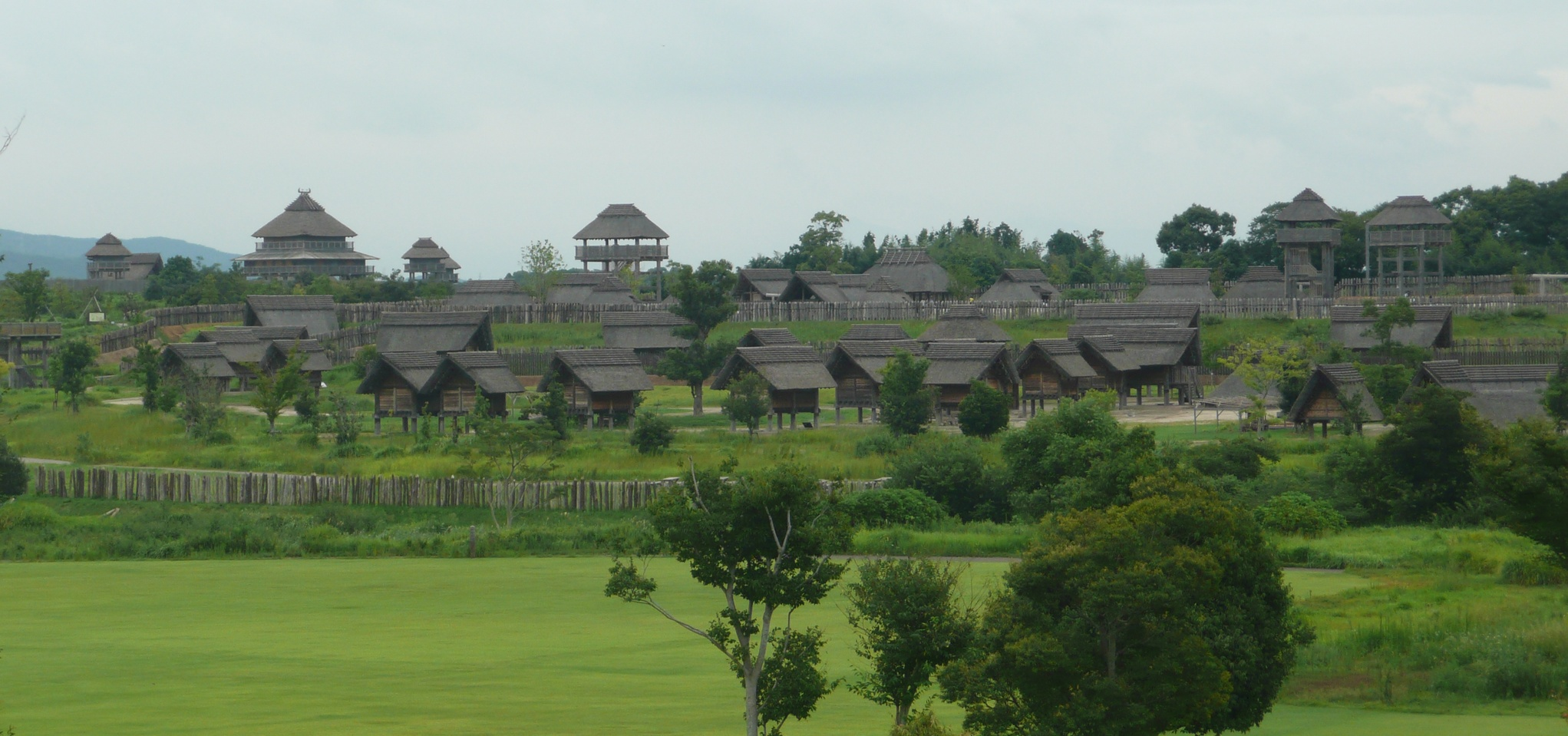
Historische Stätte Yoshinogari (吉野ヶ里)

Zu den bekanntesten archäologischen Fundstätten aus der Yayoi-Zeit zählen:
- Toro in der heutigen Stadt Shizuoka
- Karako in der Nara-Ebene
- Yoshinogari, Präfektur Saga

Im Februar 1991 wurde in Izumi in der Präfektur Osaka ein Museum zur Yayoi-Kultur (Osaka Prefectural Museum of Yayoi Culture) mit einer Ausstellungsfläche von 4000 m² eröffnet.

## Herkunft und Sprache
DNA-Untersuchungen ergaben, dass die Yayoi-Menschen genetisch mit Bevölkerungen des heutigen südöstlichen Chinas verwandt waren. Des Weiteren ergab die genetische Analyse, dass auch ein erheblicher Teil der Yayoi in Korea verblieb (im Stammesverband der Gaya?) und sich später mit den ankommenden Proto-Koreanern vermischte. 2021 ergaben genetische Untersuchungen weitere Details. Das Yayoi-Genom wurde durch Gene aus Nord-Ost-Asien ergänzt, daraus entstand das Kofun-Genom. Das Kofun-Genom wiederum wurde durch Gene aus dem ostasiatischen Raum ergänzt; das entspricht nun dem heutigen japanischen Genom.
Die Yayoi sprachen eine frühe Form der Japanisch-Ryūkyū-Sprachen. Die Yayoi-Bevölkerung übertraf die Jōmon-Bevölkerung zahlenmäßig stark, da die heutigen Japaner genetisch beinahe identisch mit den Yayoi sind, während große Unterschiede zu den Jōmon bestehen.
Heutige Japaner zeigen eine 97%ige genetische Übereinstimmung mit den Yayoi auf und sind somit als direkte Nachfahren jener Yayoi zu sehen. Die antiken Yayoi unterwarfen und verdrängten die unterlegenen Jōmon-Stämme beinahe vollständig.

## Gesellschaft

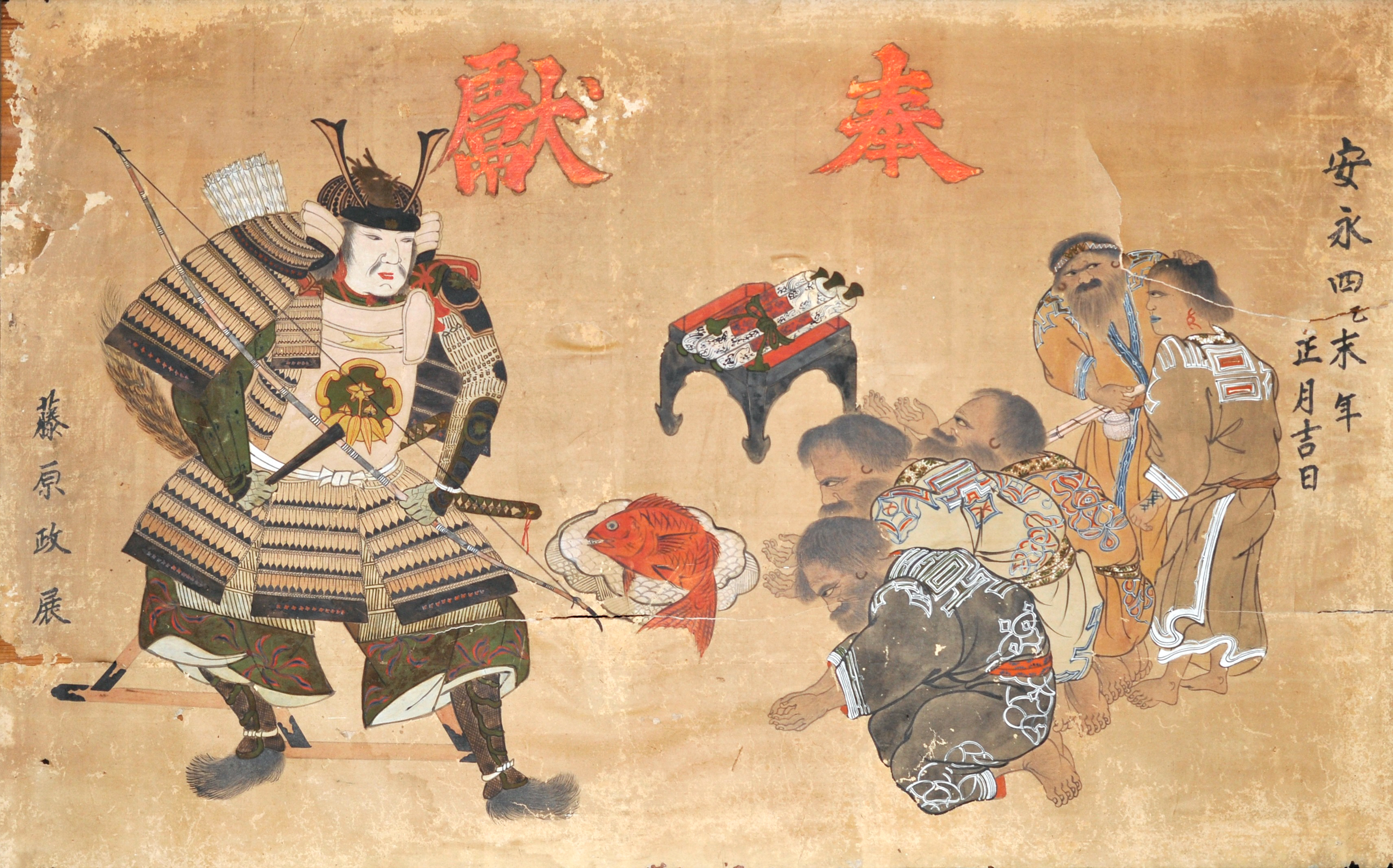
Die Yamato-Japaner (direkte Nachfahren der Yayoi) unterwarfen die lokalen nicht-japanischen Jōmon-Stämme und verdrängten diese teilweise vollständig; hier leisten die Ainu einem Yamato-Japaner Tribut in Hokkaidō.

Auch in der Gesellschaft vollzog sich ein Wandel. Anhand der chinesischen Dokumente lässt sich eine hierarchische Gesellschaftsstruktur nachweisen:
Uji (氏)Am mächtigsten waren die Uji, was frei übersetzt Klan oder Sippe bedeutet. Sie bestanden aus großen Familienverbänden und bildeten die Oberschicht in einer Region. Der uji no kami war der Sippenälteste und wurde als Abkömmling der Uji-Gottheit (ujigami) verehrt. Somit besaß er eine patriarchale Stellung und war oberster Priester bei Zeremonien. Die Uji trugen zudem Familiennamen.
Be (部)Die Be bildeten die Arbeiterklasse, die sich auch in Gemeinschaften zusammenschlossen. Sie waren zwar prinzipiell frei, standen jedoch im Dienste der Uji.
Yakko (奴)Die Yakko waren die Sklavenklasse. Sie gehörten den Uji und machten etwa fünf Prozent der damaligen Gesamtbevölkerung Japans aus.
Mit der Zeit verschmolzen immer mehr Familien zu großen Klans (Geschlechterverbänden). Insbesondere die Yamato-Familie übte große Macht aus.
In den japanischen Annalen (Kojiki, Nihonshoki) wird die Einheit Japans durch den ersten Kaiser Jimmu im Jahre 660 v. Chr. und damit während der Yayoi-Zeit geschaffen, nachdem er das Land Yamato erobert haben soll. Dieses Datum wird jedoch angezweifelt und die tatsächliche Einigung eher in der Zeit der Wende zwischen Yayoi-Zeit und Kofun-Zeit vermutet.
Noch heute wird das Heiligtum im Ise-Schrein alle zwanzig Jahre identisch auf einem daneben liegenden zweiten Platz neu errichtet, das alte Gebäude wird angezündet. Archäologische Ausgrabungen von Yayoi-Dörfern haben nachgewiesen, dass sich der Baustil dieses Holzschreins, insbesondere die Dachkonstruktion, bis in die Yayoi-Zeit zurückverfolgen lässt.